# Artemonac
Arthémonay és un municipi francès situat al departament de la Droma i a la regió d'Alvèrnia-Roine-Alps. L'any 2007 tenia 513 habitants.

## Demografia

### Població
El 2007 la població de fet d'Arthémonay era de 513 persones. Hi havia 176 famílies de les quals 24 eren unipersonals (20 homes vivint sols i 4 dones vivint soles), 56 parelles sense fills, 88 parelles amb fills i 8 famílies monoparentals amb fills.
La població ha evolucionat segons el següent gràfic:
Habitants censats

### Habitatges
El 2007 hi havia 195 habitatges, 178 eren l'habitatge principal de la família, 7 eren segones residències i 10 estaven desocupats. 181 eren cases i 12 eren apartaments. Dels 178 habitatges principals, 147 estaven ocupats pels seus propietaris, 25 estaven llogats i ocupats pels llogaters i 6 estaven cedits a títol gratuït; 1 tenia dues cambres, 14 en tenien tres, 58 en tenien quatre i 105 en tenien cinc o més. 153 habitatges disposaven pel capbaix d'una plaça de pàrquing. A 60 habitatges hi havia un automòbil i a 115 n'hi havia dos o més.

### Piràmide de població
La piràmide de població per edats i sexe el 2009 era:
| Homes | Edats   | Dones |
| ----- | ------- | ----- |
| 0     | 95 o +  | 0     |
| 0     | 90 a 94 | 4     |
| 4     | 85 a 89 | 0     |
| 0     | 80 a 84 | 0     |
| 8     | 75 a 79 | 0     |
| 8     | 70 a 74 | 20    |
| 8     | 65 a 69 | 12    |
| 4     | 60 a 64 | 0     |
| 4     | 55 a 59 | 0     |
| 24    | 50 a 54 | 20    |
| 24    | 45 a 49 | 20    |
| 20    | 40 a 44 | 24    |
| 4     | 35 a 39 | 12    |
| 16    | 30 a 34 | 12    |
| 8     | 25 a 29 | 8     |
| 12    | 20 a 24 | 8     |
| 32    | 15 a 19 | 0     |
| 8     | 10 a 14 | 16    |
| 8     | 5 a 9   | 20    |
| 4     | 0 a 4   | 8     |

## Economia
El 2007 la població en edat de treballar era de 356 persones, 274 eren actives i 82 eren inactives. De les 274 persones actives 249 estaven ocupades (135 homes i 114 dones) i 25 estaven aturades (11 homes i 14 dones). De les 82 persones inactives 28 estaven jubilades, 34 estaven estudiant i 20 estaven classificades com a «altres inactius».

### Ingressos
El 2009 a Arthémonay hi havia 181 unitats fiscals que integraven 515 persones, la mediana anual d'ingressos fiscals per persona era de 18.656 €.

### Activitats econòmiques
Dels 8 establiments que hi havia el 2007, 1 era d'una empresa de fabricació d'altres productes industrials, 5 d'empreses de construcció, 1 d'una empresa financera i 1 d'una empresa de serveis.
Dels 3 establiments de servei als particulars que hi havia el 2009, 1 era un guixaire pintor i 2 fusteries.
L'any 2000 a Arthémonay hi havia 17 explotacions agrícoles que ocupaven un total de 330 hectàrees.

## Poblacions més properes
El següent diagrama mostra les poblacions més properes.